# مختار داهاری
مختار داهاری (انگلیسی: Mokhtar Dahari; ۱۳ نوامبر ۱۹۵۳ – ۱۱ ژوئیهٔ ۱۹۹۱) بازیکن فوتبال اهل مالزی بود.
از باشگاه‌هایی که در آن بازی کرده‌است می‌توان به باشگاه فوتبال سلانگور اشاره کرد.
وی همچنین در تیم‌های ملی فوتبال مالزی بازی کرده‌است.